# Zespół Larsena
Zespół Larsena (ang. Larsen syndrome) – rzadki zespół wad wrodzonych, opisany po raz pierwszy przez Larsena i wsp. w 1950. Choroba spowodowana jest mutacjami w genie filaminy B (FLNB). Na obraz kliniczny zespołu składają się nadmierna wiotkość stawów, deformacje stawów, szerokie, niezwężające się ku końcowi palce, cechy dysmorficzne twarzy.